# Caprimulgus meesi
Caprimulgus meesi là một loài chim trong họ Caprimulgidae.